# Styrax tafelbergensis
Styrax tafelbergensis es una especie de planta de flores perteneciente a la familia Styracaceae. Es endémica de Surinam. Está tratada en peligro de extinción. 

## Fuente
- World Conservation Monitoring Centre 1998.  Styrax tafelbergensis.   2006 IUCN Red List of Threatened Species.   Bajado el 23-08-07.